# Trettioåriga Kriget
Trettioåriga Kriget (schwedisch für ‚der Dreißigjährige Krieg‘) ist eine schwedische Progressive-Rock-Gruppe.

## Bandgeschichte
Die Gruppe wurde 1970 von den Schulfreunden in Saltsjöbaden südlich von Stockholm gegründet. In der Folgezeit entwickelten sie ihren eigenen „schwedischen“ Stil der u. a. von King Crimson beeinflusst ist/war. Im Jahre 1974 erhielten sie einen Plattenvertrag bei CBS, woraufhin einige Alben (1974: Debütalbum; 1976: Krigssång) erschienen, welche heute zu den Klassikern des schwedischen Progressive Rock der 70er Jahre zählen. 1977 machten sie eine England-Tournee, welche ihnen beim englischen Musikmagazin Melody Maker den Titel „meist geliebte Band des Jahres 1977“ einbrachte. 1980 spielten sie auf dem Roskilde-Festival.
In den nun folgenden 80er Jahren zeigte die Band Zerfallserscheinungen. So starteten Stefan Fredin und Dag Lundquist ihre eigenen Projekte. Stefan Fredin gründete seine eigene Band Fredin Comp und Dag Lundquist spielte in der Synthie-Gruppe Adolphson & Falk und gründete sein eigenes bis heute bestehendes Decibel-Tonstudio in Stockholm.
1992 kam es zu einer ersten Wiedervereinigung anlässlich der Wiederveröffentlichung von Krigssång. Zu diesem Anlass gaben sie ein kleines Konzert. 1996 gaben sie zwei Konzerte in Stockholm, worauf hin ein Live-Album herausgegeben wurde. Im Jahre 2003 nahm die Band erstmals wieder neue Lieder auf, die auf dem Album Elden av år veröffentlicht wurden, weitere Alben folgten. Am 8. Februar 2014 spielte die Band anlässlich ihres 40-jährigen Bestehens in Stockholm.

## Diskografie

### Alben
- 1974: Trettioåriga Kriget (Debütalbum eigentlich ohne Titel)
- 1975: Krigssång
- 1978: Hej på er
- 1979: Mot alla odds
- 1981: Kriget
- 1992: War Memories 1972–1981
- 1996: Om Kriget Kommer 1974–1981
- 2004: Elden av år
- 2004: Glorious War 1970–1971
- 2007: I början och slutet
- 2008: War Years (Live)
- 2011: Efter efter
- 2016: Seaside Air

### Singles und EPs
- 1979: Rockgift/Hej på er
- 1981: Nya moderna tider/En liten man
- 2008: More Years (Live-EP)
- 2010: Konserten/King Eric
- 2011: Palinurus

## Belege
1. ↑  TK 40th anniversary concert in Stockholm last Saturday. Photos by Jan Reinerstam. (Memento des Originals vom 14. Juli 2014 im Internet Archive)  Info: Der Archivlink wurde automatisch eingesetzt und noch nicht geprüft. Bitte prüfe Original- und Archivlink gemäß Anleitung und entferne dann diesen Hinweis.